# Dysidea pallescens
Dysidea pallescens är en svampdjursart som först beskrevs av Schmidt 1862.  Dysidea pallescens ingår i släktet Dysidea och familjen Dysideidae. Inga underarter finns listade i Catalogue of Life.